# Suillus bellinii
Bolet de Bellini, Bolet blanc marbré
Espèce
Statut de conservation UICN

 LC  : Préoccupation mineure
Suillus bellinii, le Bolet de Bellini, est une espèce de champignon (Fungi) basidiomycète du genre Suillus. Il est caractérisé par son pied orné de granulations rougeâtres brunâtres et ses pores pouvant exsuder un liquide blanchâtre.

## Taxonomie
Le nom correct complet (avec auteur) de ce taxon est Suillus bellinii (Inzenga) Kuntze, 1967.
L'espèce a été initialement classée dans le genre Boletus sous le basionyme Boletus bellinii Inzenga, 1869.

### Synonymes
Suillus bellinii a pour synonymes :
- Boletus bellinii Inzenga, 1869
- Ixocomus bellinii (Inzenga) Maire, 1933
- Rostkovites bellinii (Inzenga) Reichert, 1940

### Étymologie
Nommé en hommage à Vincenzo Bellini (1801 - 1835), un très célèbre compositeur d'opéra italien.

### Noms vulgaires et vernaculaires
Ce taxon porte en français les noms vernaculaires ou normalisés suivants : bolet de Bellini, Bolet blanc marbré.
Suillus bellinii porte aussi le nom vernaculaire populaire de "Pissacan", du Provençal Pissa-can, signifiant une plante ou un champignon sur lequel les chiens urinent, en réfèrence à l'aspect gluant et à la comestibilité médiocre de cette espèce (et des espèces proches). Ce terme est souvent utilisé de façon vague et inexacte, il est aussi utilisé pour faire réfèrence à n'importe quel Suillus de la section Granulati (Suillus granulatus, Suillus collinitus, Suillus bellinii, Suillus mediterraneensis), ou encore à n'importe quelle espèce du genre Suillus, c'est-à-dire la plupart des bolets à l'aspect gluant et flasque. Néanmoins, il s'agit du nom sous lequel cette espèce et ses proches sont recherchées dans le Sud de la France à des fins de consommation.

## Description du sporophore
Les bolets sont des champignons dont l’hyménophore, constitué de tubes et terminés par des pores, se sépare facilement de la chair du chapeau. Ce chapeau d'abord rond, recouvert d'une cuticule, devient convexe à mesure qu’il vieillit. Ils ont un pied (stipe) central assez épais et une chair compacte. Les caractéristiques morphologiques de S. bellinii sont les suivantes :
Son chapeau mesure 4 à 10 cm, il est très visqueux, d'abord blanc puis marbré de brun et enfin de châtain, gardant longtemps le bord blanc, d'allure "sale" et "mal essuyé".
L'hyménophore présentes des tubes jaunes puis jaune olivâtre. Les pores sont fins à moyens, concolores aux tubes avec des rousses aux endroits où les pleurs (rose-rouge) ont séché.
Son stipe mesure 3 à 8 cm x 0,5 à 3 cm, crème à sommet jaune, avec d'abondantes granulations rouges à brun-rouge.
La chair est crème, jaune dans le haut du pied. Sa saveur est douce et son odeur est faible, un peu de Cèpe.

### Caractéristiques microscopiques
Ses spores mesurent 7,5 - 0,5 (12) x 3 - 5 µm, elles sont elliptiques-fusoïdes.

## Galerie

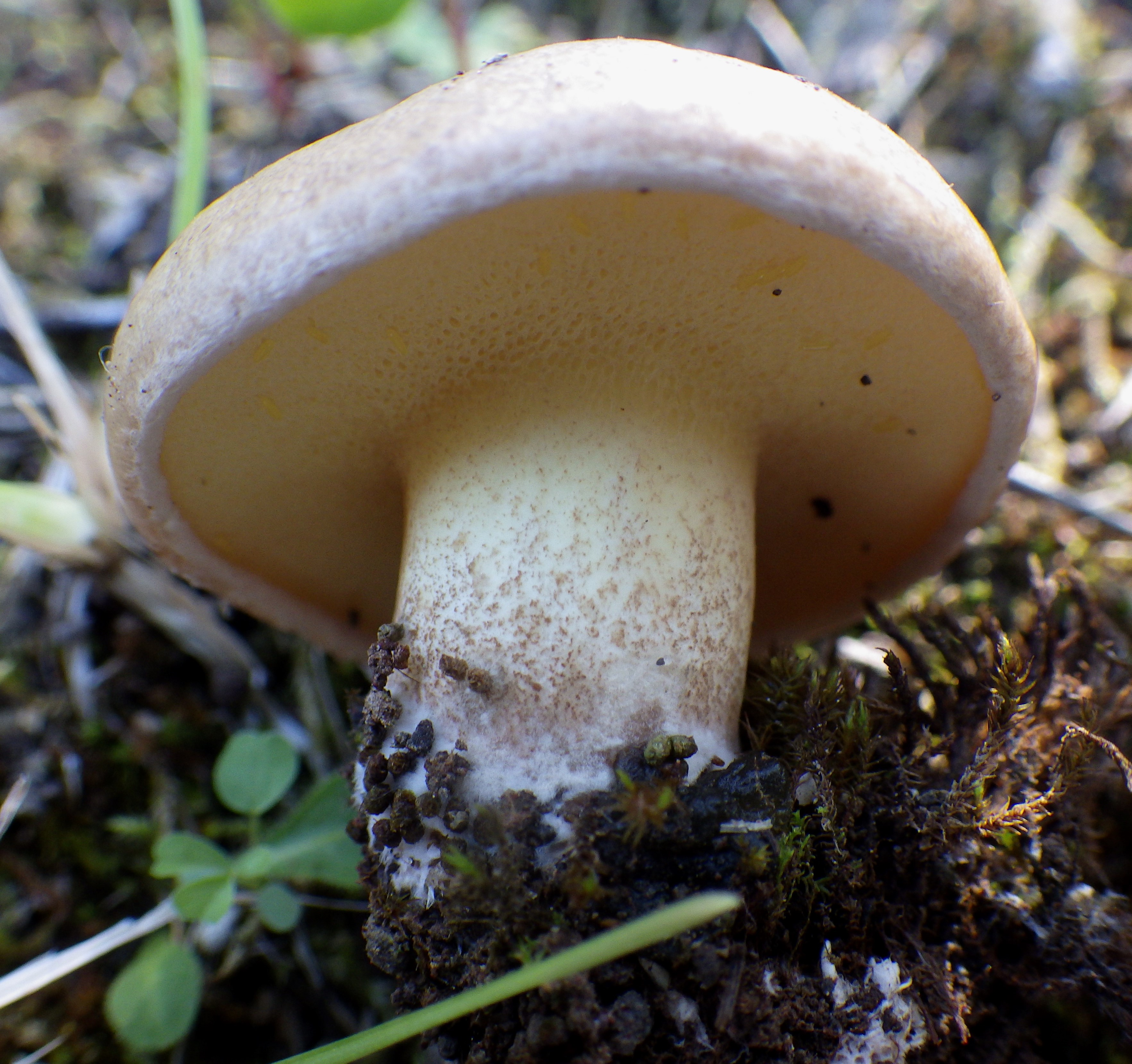
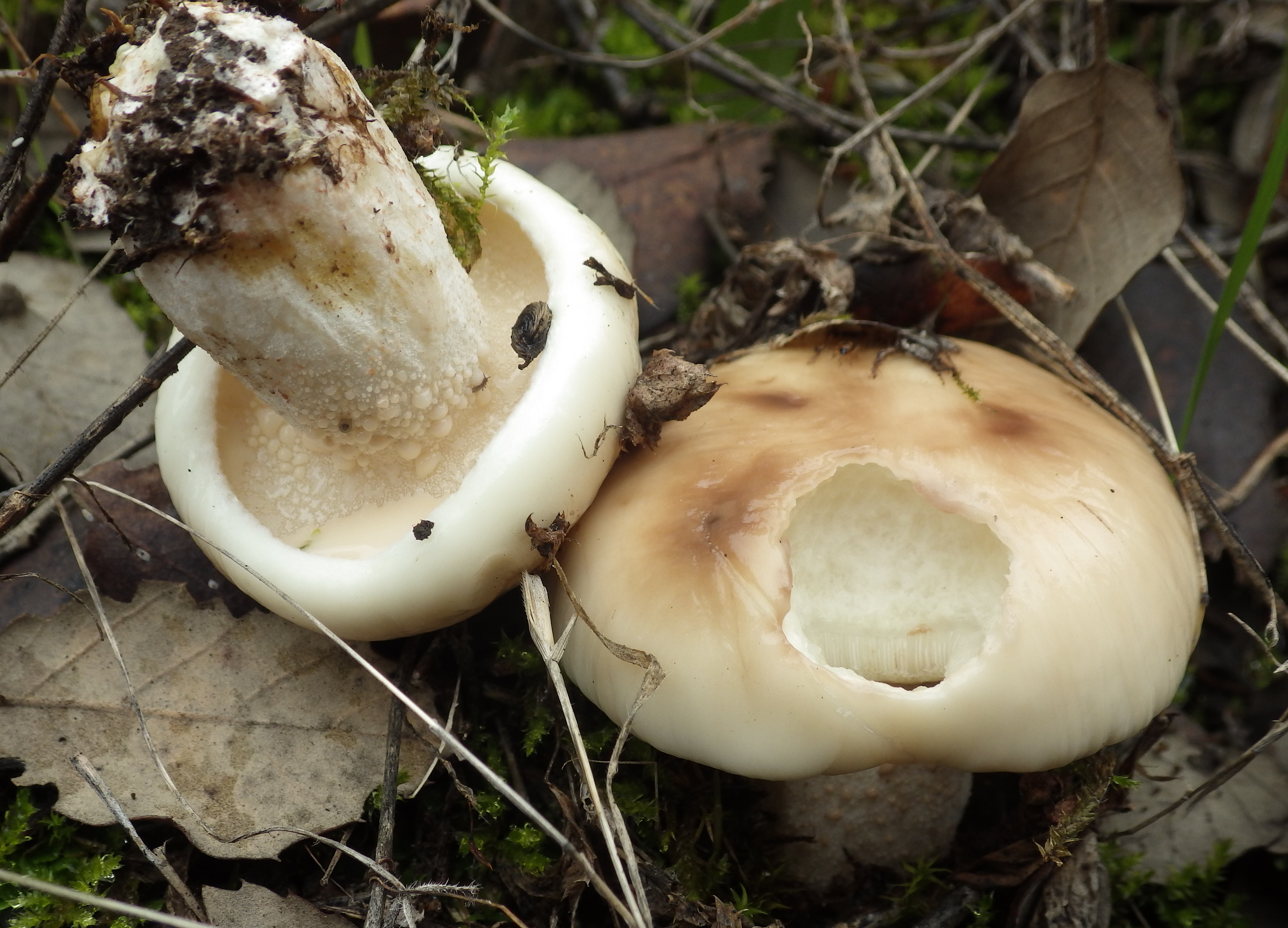
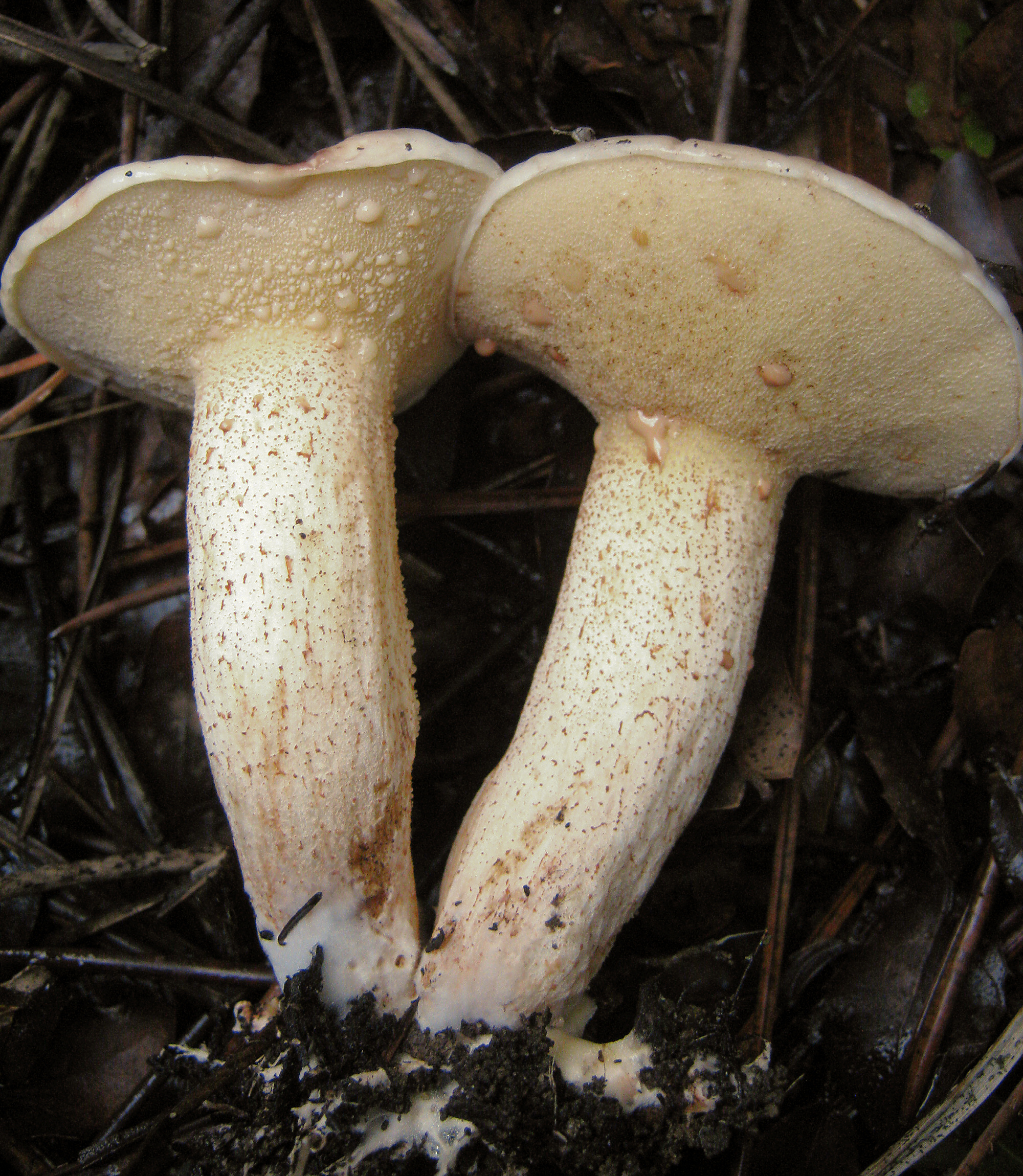
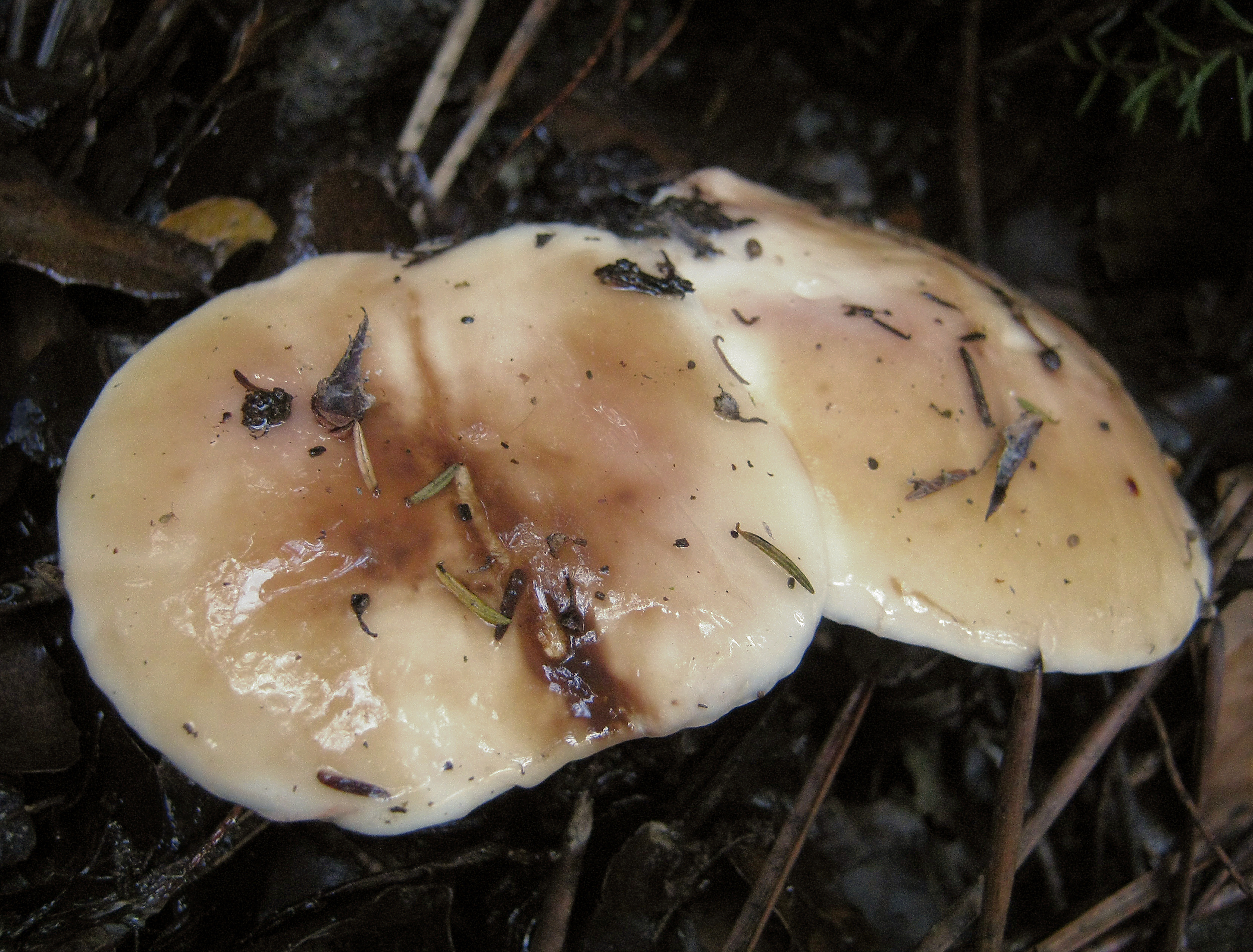
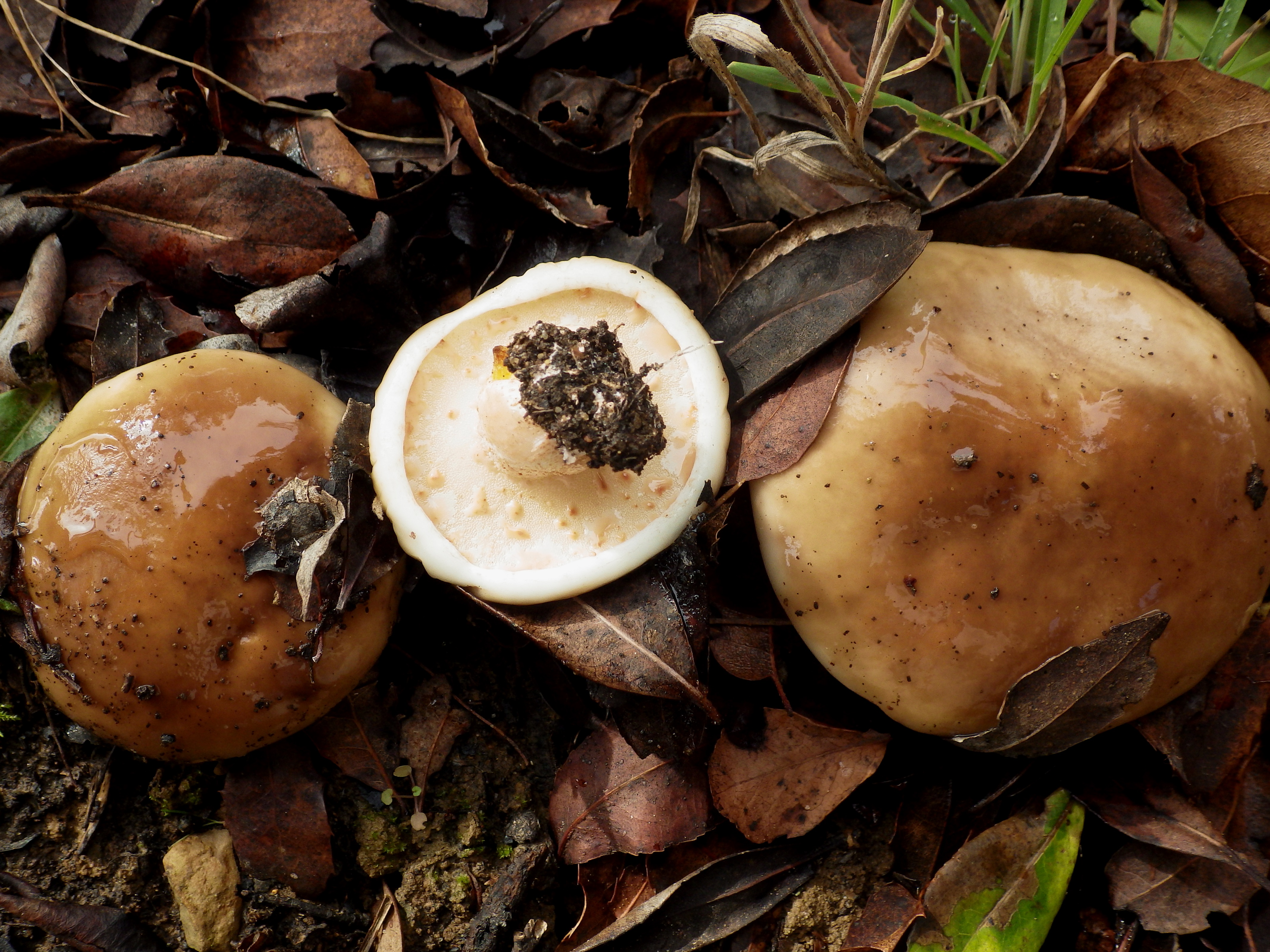

## Variétés et formes
- Suillus bellinii var. luteus est une forme jaunâtre.

## Habitat et distribution
Il s'agit un champignon ectomycorhizien, venant surtout sous les pins à deux aiguilles, plutôt sur sol calcaire et dans les régions chaudes (atlantiques et méditerranéennes).

## Comestibilité
En Provence, le Bolet de Bellini est très recherché, comme les autres bolets du même groupe (Suillus granulatus, Suillus collinitus, Suillus mediterraneensis), sous le nom de "pissacans". Bien que le Bolet de Bellini semble être l'un des meilleurs et des moins laxatifs des Suillus, il faut néanmoins le consommer avec modération . Le genre Suillus ne comprend que des espèces comestibles qui varient à la fois en termes de prévalence et de pertinence pour la consommation alimentaire, et en termes de fréquence à laquelle elles peuvent provoquer des troubles gastro-intestinaux chez les consommateurs. Des effets laxatifs peuvent se produire chez des individus prédisposés ou à la suite d'une consommation importante, parfois à la limite d'une véritable intoxication gastro-intestinale. Cet effet laxatif semble plus prévalent chez les espèces de Suillus de la section Granulati, dont S. bellinii fait partie. Il est plus au moins laxatif selon la tolérance individuelle, la quantité consommée et le degré de maturité des spécimens consommés. Pour cela il est préconisé de ne cueillir que des jeunes spécimens, de retirer le pied fibreux, de peler la cuticule et de consommer une quantité modeste la première fois pour évaluer sa propre tolérance aux effets laxatifs.

## Confusions possibles
- Le Bolet ivoire (Suillus placidus) a aussi un chapeau blanchâtre, mais il est plus élancé et pousse sous les pins à cinq aiguilles. Sans intérêt alimentaire jeune, bien cuit.
- Le Bolet méditerranéen (Suillus mediterraneensis) a un chapeau d'abord pâle puis qui devient vite brun orangé et sa chair est plus jaune[4]. Comestible jeune, bien cuit, en quantité limitée, après évaluation de sa tolérance aux effets laxatifs.